# Gerd Grau (Fußballspieler)
Gerd Grau (* 19. Juli 1960) ist ein ehemaliger deutscher Fußballspieler. 

## Leben
Grau spielte in der Jugend des FC St. Pauli, in der Saison 1978/79 war er Mitglied der Amateur- und der Profimannschaft der Hamburger. Der Außenstürmer wurde von Trainer Josef Piontek erstmals im Februar 1979 als Einwechselspieler in der 2. Fußball-Bundesliga eingesetzt, im weiteren Verlauf der Saison stand Grau mehrmals in der Anfangself und kam auf elf Einsätze in der 2. Bundesliga. Nach seinem ersten Zweitligaspiel bescheinigte ihm das Hamburger Abendblatt, Schwierigkeiten gehabt zu haben mitzuhalten, bei seinem zweiten Einsatz Ende März 1979 gegen Holstein Kiel gelang Grau eine Torvorlage. Grau, der eine Lehre als Maschinenbauer durchlief, unterschrieb Anfang April 1979 einen Vertrag beim FC St. Pauli, der für zwei Jahre Gültigkeit haben sollte. Da dem Verein aber kurz darauf die Teilnahmeberechtigung für die 2. Bundesliga entzogen wurde, wurde der Vertrag hinfällig, Grau wechselte daraufhin im Sommer 1979 zum FC 08 Homburg in die 2. Bundesliga Süd.
Zwischen 1979 und 1981 bestritt Grau 38 Zweitligabegegnungen für Homburg, in denen er fünf Tore schoss. Anschließend ließ er sich reamateurisieren und kehrte zur Saison 1981/82 zum Oberligisten FC St. Pauli zurück, danach spielte er 1982/83 beim SV Lurup in der Verbandsliga und 1983/84 in der Oberliga. In der Saison 1983/84 erzielte Grau als bester Luruper Torschütze 19 Oberliga-Treffer und zog mit der Mannschaft als Tabellendritter in die Aufstiegsrunde zur 2. Bundesliga ein. 1984 schloss sich Grau dem VfL Osnabrück an und stieg mit diesem 1985 in die 2. Bundesliga auf. Bis 1988 trug er in 49 Zweitligaspielen (9 Tore) die VfL-Farben.